# Clariallabes heterocephalus
Clariallabes heterocephalus és una espècie de peix de la família dels clàrids i de l'ordre dels siluriformes.

## Morfologia
Els mascles poden assolir els 13,7 cm de llargària total.

## Distribució geogràfica
Es troba a Àfrica: riu Luita (Angola).